# Rock 'n' Rave
Albums de Benny Benassi
...Phobia Electroman
Rock 'N' Rave est le 4e album du DJ Benny Benassi. Les singles sont: Bring The Noise (Pump-kin Remix), I Am Not Drunk, Come Fly Away  en featuring avec Channing et Electro Sixteen.

## Liste des titres

### Disque 1
1. "Finger Food" 7:11
2. "My Body" (feat. Mia J) 6:12
3. "Shocking Silence" (feat. Dino) 8:33
4. "U Move U Rock Me" 5:04
5. "Who's Your Daddy" (Pump-kin Remix) 5:20
6. "Here and Now" 5:51
7. "Rock 'n' Rave" 5:03
8. "I Am Not Drunk" 5:06
9. "Free Your Mind (On The Floor)" (feat. Farenheit) 5:29
10. "Love and Motion" (feat. Christian Burns) 7:28
11. "Come Fly Away" (feat. Channing) 4:56

### Disque 2
1. "Bring The Noise" (Pump-kin Remix) 6:38
2. "Everybody Everybody" (Black Box Vs. Benny Benassi) 7:24
3. "Eclectic Strings" 6:12
4. "Who's Your Daddy" (David Guetta & Joachim Garraud Remix) 7:24
5. "Electro Sixteen" (Benny Benassi Vs. Iggy Pop) 6:31

Electic Strings est la version instrumentale de la chanson My Body en featuring avec Mia J présente sur le disque 1 de l'album.